# NGC 5762
NGC 5762 (другие обозначения — UGC 9535, MCG 2-38-14, ZWG 76.63, PGC 52887) — галактика в созвездии Волопас.
Этот объект входит в число перечисленных в оригинальной редакции «Нового общего каталога».